# Station Móstoles-El Soto
Station Móstoles-El Soto  is een station van de Cercanías Madrid dat op 28 april 1978 werd geopend.